# Biologická ochrana letišť
Biologická ochrana letišť (ornitologické zabezpečení letišť) je souhrn preventivních pasivních a aktivních opatření, zaměřených na snížení výskytu a migrace živočichů v letištních prostorech a tím k minimalizaci nebezpečí jejich střetu s letadly.
Na letištích se k plnění úkolů ornitologického zabezpečení vytváří skupina pracovníků podle potřeb daného letiště a to 3–5 pracovníků podle provozu a ornitologické situace na daném letišti.
Skupina ornitologického zabezpečení plní tyto úkoly:
- včas získává informace a správně vyhodnocuje ornitologickou situaci,
- realizuje preventivní pasivní a aktivní opatření obecného i specifického charakteru , která minimalizují výskyt ptactva a zvěře na letištích,
- realizuje aktivní opatření k plašení ptactva v ochranných ornitologických pásmech,
- poskytuje informace o ornitologické situaci,
- účastní se vyšetřování příčin vzniku nebezpečných situací zaviněných ornitologickou situací,
- zpracovává výsledky ornitologického průzkumu do tabulek , grafů a map,
- zabezpečuje odběr zbytků ptáků po střetu letadel s ptactvem a jejich následnou identifikaci.

K aktivnímu plašení ptactva se používají tyto metody:
- Pyrotechnická – použití výbušek k plašení ptactva a zvěře, použití brokových zbraní k lovu.
- Biologická – použití loveckých dravců a psů.
- Ostatní – využívání dalších prostředků k rušení ptactva a zvěře.